# Salterova patka
Salterova patka ili kimajuća patka je najpoznatiji uredaj za pretvaranje energije valova, razvijan još u 1970-tim godinama. Sama patka je oblikovana kao kapljica kiše i usmjerena je u smjeru vala. Niz takvih patki se međusobno povezuje u cijeli Salterov sistem. Prilikom dolaska vala cijeli sistem se giba okomito s valom i pokreće klipove koji tlače ulje u cilindru, te na kraju ulje pokreće hidraulički motor i stvara se električna energija. Teoretski, ovaj uređaj je najefikasniji od svih uređaja koji koriste energiju valova i može iskoristiti 90 % energije koju svaki val nosi u sebi. Nažalost uređaj nikada nije ispitan u stvarnim uvjetima.

## Način rada
Salterova patka je samo jedan od mnogih ideja pretvarača energije valova, koja može snagu valova pretvoriti u korisnu električnu energiju. Profesor Stephen Salter sa Sveučilišta u Edinburghu, započeo je istraživanja vezana za energiju valova zbog tadašnje naftne krize i 1974. je osmislio izum kojeg je nazvao „Salterova patka“ ili „Kimajuća patka“, iako je službeno zvana „Edinburška patka“. U 1970-ima, za vrijeme naftne krize, kada je alternativna energija dobivala puno zamaha, to je bila najzanimljivija mogućnost. Od tada, neke tvrtke su uspješno izradile druge vrste pretvarača energije valova, poput zglobnog plutajućeg prigušnika Pelamis (koji se sastoji od niza cilindričnih uređaja koji pogone generatore) u Portugalu. Pelamis su Salterovi bivši studenti i konstruirali. Ali u usporedbi sa Salterovom patkom, te moderne naprave su relativno neučinkovite.
Salterova patka spada pod klasu WEC-a poznatu kao terminatori. Terminatori su orijentirani okomito na smjer vala. Ovo je prikladno jer smanjuje valove koji nailaze, ostavljajući mirnije more s druge strane. Sama patka je oblikovana poput kapljice, a mnoge od tih „kapljica“ su spojene na dugačko čelično uže i čine cijeli Salterov sustav. Nos kapljice je okrenut prema nadolazećim valovima i njiše se kako oni prolaze. U osnovi, to uključuje prijenos ili „zarobljavanje“ energije valova. U teoriji, ovaj proces njihanja bi sakupio 90 % energije valova, i koristio tu energiju da održi klipove u pokretu. Klipovi naizmjence komprimiraju hidrauličko ulje. Nakon što je dovoljno komprimirano, ulje ulazi u hidraulički motor, gdje se proizvodi električna energija. Sustav bi teoretski iskoristio 90 % pohranjene energije. Ova visoka učinkovitost čini patku najboljim od svi sustava za pretvorbu energije valova.
Salter i njegova ekipa testirali su patku u posebnim spremnicima s umjetno proizvedenim valovima. Prije nego što su bili u mogućnosti testirati patku na moru, procijenili su da su bili blizu proizvodnje električne energije pod dovoljno niskim troškovima da konkurira drugim obnovljivim izvorima energije. Nakon što je embargo završio, interes za obnovljivu energiju nije skroz iščeznuo. Salter i njegovi ljudi morali su se nadmetati za subvencije s drugim obnovljivim izvorima, poput nuklearne energije. Na kraju, nuklearna energija se činila ekonomski bolje izvediva vijeću koje je dodjeljivalo poticaje. Salterova grupa je izgubila novčanu potporu u ranim 1980-ima, prije nego što su dobili priliku testirati mehanizam na oceanu, što bi koštalo prilično puno. On i ostali i dalje tvrde da su članovi odbora bili priklonjeni nuklearnoj energiji. Neki kažu da su nuklearni zagovornici preuveličali troškove struje koju bi patka proizvodila.
Da se Salterovu grupu nastavilo financirati, možda bi danas patka bila primijenjena u svijetu, osiguravajući dio svjetske energije. Teško je reći da li bi ta tehnologija sama mogla riješiti tadašnju naftnu krizu. Kada je riječ o obnovljivim izvorima, postizanje dovoljno niske cijene koja konkurira fosilnim gorivima i nuklearnoj energiji je ono što određuje uspjeh. I, zato što tehnologija nikad nije dospjela do toliko potrebnog testiranja na moru, ne možemo sa sigurnošću reći kolika bi jeftina bila ta električna energija.
Također, da je patka uspjela, neki tvrde da bi je samo dijelovi svijeta pogođeni jakim valovima mogli koristiti. Dakle, iako je možda mogla riješiti naftnu krizu u Škotskoj, koja je pogađana velikim valovima na obali, vjerojatno je ne bi ne bi mogla riješiti u SAD-u, gdje samo određeni dijelovi morske obale imaju jake valove.